# 카렐 고트
카렐 고트(Karel Gott, 1939년 7월 14일 ~ 2019년 10월 1일)는 체코의 가수이다. 유로비전 송 콘테스트 1968에서 오스트리아 대표로 참가했다.